# Fibrosis retroperitoneal
Fibrosis retroperitoneal o Enfermedad de Ormond, es una enfermedad extraña de causa desconocida. Fue descrita por primera vez en la literatura inglesa en 1948 por Ormond. Sin embargo, la primera descripción conocida de esta enfermedad fue realizada por el urólogo cubano Joaquín Albarran en 1905.  La enfermedad se ha conocido desde entonces con una diversidad de nombres como periuretritis fibrosa, granuloma retroperitoneal esclerosante y retroperitonitis fibrosa. 
En 1960 se le designó su nombre actual, ya que “Fibrosis Retroperitoneal” es un término que describe mejor la patología y la extensión de su compromiso. Se describe como una inflamación crónica e inespecífica del retroperitoneo, la cual puede atrapar y obstruir las estructuras que allí se encuentran, particularmente a los uréteres. Normalmente esta enfermedad es diagnosticada en etapas avanzadas, cuando se manifiesta por falla renal crónica. Los avances en las técnicas radiológicas y el mayor conocimiento de la entidad han permitido que el diagnóstico se realice con mayor frecuencia en etapas más tempranas, cuando los pacientes aún no se encuentran obstruidos. (1)

## Epidemiología
La EO (Enfermedad de Ormond) una enfermedad infrecuente con una epidemiología de 1/1 000 000 personas/año, más frecuente en el hombre que en la mujer, en la edad media de la vida (4), masomenos entre los 40 y 60 años de edad (1-5). 

## Causas
La EO no tiene causa asociada en las dos terceras partes de los casos, y se conoce como primaria o idiopática. Algunos de los factores relacionados que han sido asociados en la otra tercera parte incluyen:
- Medicamentos como Metisergide, para el tratamiento de la migraña
- Derivados de la Ergotamina, Fenacetinas y Metildopa. (4)

Se ha demostrado que algunos factores ambientales, como el asbesto y el tabaquismo, aumentan el riesgo de desarrollo de esta entidad y determinados factores genéticos, como el HLA-DRB1-03, pueden influir en su aparición (2)

### Factores asociados
- Hemorragia retroperitoneal
- Trauma
- Extravasación de orina con urinomas complicados
- Infecciones urinarias crónicas del tracto urinario
- Enfermedades malignas del retroperitoneo
- Inflamación perianeurismática o aneurismas aórticos con goteo
- Radioterapia previa
- Cirugías previas
- Enfermedad intestinal inflamatoria
- Apéndicitis perforada
- Linfangitis ascendente
- Púrpura de Henoch-Schönlein
- Enfermedad biliar
- Sarcoidosis
- Tuberculosis
- Enfermedades del colágeno
- Necrosis grasa
- Exposición a asbesto
- Uso de formalina intravesical

## Cuadro clínico

### Manifestaciones clínicas más frecuentes
- Etapa inicial predomina: dolor abdominal (90%), “Tipo sordo” y en faja, que aumenta en el tiempo. Puede haber compromiso del estado general, disminución de peso, febrículas, náuseas y vómitos.
- Fases tardías: Compresión de uréter uni o bilateral (hidronefrosis, insuficiencia renal), y vasos sanguíneos (Edemas miembros inferiores. El paciente presenta compresión del uréter derecho en su tercio medio. (5)

## Diagnóstico
Normalmente se realiza tardíamente debido a la inespecificidad de la enfermedad. Se puede diagnosticar con:
- UE (urografía excretora), estudio de elección para la detección temprana
- Biopsia
- TAC
- US
- IRM (1)

## Tratamiento
En la actualidad el tratamiento predominante es el quirúrgico, que consiste en la extirpación de la masa de tejido endurecido y la liberación de los uréteres y otros órganos o tejidos comprimidos. A veces la operación no resulta sencilla e implica necesariamente cortar los uréteres para volverlos a unir en otro punto. 
Ocasionalmente es imposible operar, por lo tanto, se puede recurrir a la terapia con corticoides. Recientemente, cuando se sospecha una posible causa autoinmune, se han utilizado medicamentos inmunosupresores con resultados esperanzadores.